# Hannah i jej siostry
Hannah i jej siostry (tytuł oryginału: Hannah and Her Sisters) – amerykański film fabularny, komedia z 1986 roku ze scenariuszem i w reżyserii Woody’ego Allena. Film zdobył 21 różnych nagród filmowych, w tym trzy Oscary w 1987: Woody Allen za najlepszy scenariusz, Michael Caine i Dianne Wiest dla najlepszych aktorów w rolach drugoplanowych (oprócz tego nominowany w czterech innych kategoriach), dwie nagrody BAFTA i jeden Złoty Glob.

## Zarys fabuły
Film opowiada o perypetiach trzech sióstr pochodzących z aktorskiej rodziny i żyjących w Nowym Jorku oraz ich bliskich. Hannah jest wziętą aktorką teatralną. Lee żyje w cieniu swojego partnera, dużo od niej starszego malarza Fredericka. Jest obiektem westchnień Elliota, męża Hannah. Holly niedawno rzuciła narkotyki, którymi pocieszała się po porażkach związanych z nieudanymi próbami scenicznymi. Piątym z głównych bohaterów jest neurotyczny hipochondryk Mickey, pierwszy mąż Hannah, bez powodzenia szukający w życiu głębszego sensu. Osią spinającą fabułę są trzy przyjęcia organizowane przez Hannah z okazji Święta Dziękczynienia na przestrzeni dwóch lat.

## Obsada
- Mia Farrow – Hannah
- Barbara Hershey – Lee
- Dianne Wiest – Holly
- Michael Caine – Elliott
- Woody Allen – Mickey
- Carrie Fisher – April
- Maureen O’Sullivan – Norma
- Max von Sydow – Frederick
- Daniel Stern – Dusty
- J.T. Walsh – Ed Smythe
- John Turturro – pisarz
- Julia Louis-Dreyfus – Mary
- inni

## Nagrody

### Oscary
- najlepszy scenariusz oryginalny: Woody Allen
- najlepsza drugoplanowa rola kobieca: Dianne Wiest
- najlepsza drugoplanowa rola męska: Michael Caine

nominacje: najlepsza scenografia, najlepszy reżyser, najlepszy montaż, najlepszy film

### BAFTA
- najlepsza reżyseria: Woody Allen
- najlepszy scenariusz oryginalny: Woody Allen

nominacje: dwukrotnie najlepszy aktor (Michael Caine, Woody Allen), najlepsza aktorka (Mia Farrow), najlepsza aktorka drugoplanowa (Barbara Hershey), najlepszy montaż, najlepszy film

### Złote Globy
- najlepszy film – komedia/musical

nominacje:: najlepszy aktor drugoplanowy w filmie (Michael Caine), najlepsza aktorka drugoplanowa w filmie (Dianne Wiest), najlepszy scenariusz filmu (Woody Allen), najlepsza reżyseria filmu (Woody Allen)